# Massimo Oddo
Massimo Oddo, Cavaliere Ufficiale OMRI, (sinh ngày 14 tháng 6 năm 1976 tại Città Sant'Angelo, Pescara) là một trong những nhà vô địch bóng đá thế giới năm 2006 người Ý hiện đã giải nghệ, thường chơi ở vị trí hậu vệ cánh phải. Anh là một cầu thủ có khả năng chạy cánh và sút phạt đền tốt.

## Sự nghiệp
Oddo bắt đầu sự nghiệp của mình tại Renato Curi Angolana ở giải Serie D, và chuyển đến tuyển trẻ A.C. Milan vào năm 1993. Sau 2 năm chơi ở đây, anh được chuyển lên đội hình 1 và cho mượn bởi câu lạc bộ Fiorenzuola đang chơi ở Serie C. Tiếp theo đó là ba câu lạc bộ khác của Serie C (Monza, Prato, Lecco). Anh trở lại một giải cao hơn là Serie B, ở đội hình Monza vào năm 1998, và chuyển đến Napoli 1 năm sau đó.
Anh ra mắt khán giả Serie A lần đầu tiên khi Milan hoàn tất chuyển nhượng anh đến Hellas Verona vào năm 2000. Sau 2 mùa bóng thành công với Verona, S.S. Lazio đã mời anh về, thay cho Alessandro Nesta vừa chuyển đến A.C. Milan.
Tại Lazio anh đã có cơ hội chơi bóng tại UEFA Champions League vào mùa giải 2003-04, UEFA Cup vào các mùa 2002-03 và 2004-05. Đội bóng đã vào đến bán kết UEFA Cup vào năm 2003. Tại mùa thứ ba của Oddo chơi cho Lazio, anh đã cùng đội bóng đoạt Coppa Italia. Anh thành đội trưởng của Lazio trong nửa đầu mùa bóng 2006-2007 để thay cho Fabio Liverani đã chuyển đến Fiorentina.
Vào ngày 23 tháng 1 năm 2007, một cuộc thương lượng giữa Milan và Lazio đã diễn ra và kết quả là Oddo lại được trở về đội bóng sọc đỏ đen. Lazio nhận được 7.75€ tiền chuyển nhượng và được sử dụng cầu thủ Pasquale Foggia miễn phí trong 1 năm. Vài tháng sau đó, Oddo là cầu thủ thường có mặt trong đội hình xuất phát của Milan ở vị trí hậu vệ cánh phải, cùng đội bóng này giành chức vô địch UEFA Champions League 2006-07 sau khi đả bại Liverpool FC 2-1, và giành được UEFA Super Cup vào tháng 8 sau khi chiến thắng Sevilla FC.

## Sự nghiệp quốc tế
Oddo khởi đầu sự nghiệp quốc tế vào năm 2002, trong đội hình dự bị dự giải World Cup 2002 của màu áo thiên thanh.
Anh có mặt trong 7 trận vòng loại Euro 2004. Tính đến khi giải đấu kết thúc tại Bồ Đào Nha, anh được chơi một trận, đó là trận gặp Bulgaria (2004-06-22), trong trận này anh đã có một đường chuyền thành bàn giúp Ý giành chiến thắng. Sau đó, Oddo có mặt trong đội tuyển Ý đoạt chức vô địch World Cup 2006. Anh chỉ được đá 23 phút tại giải này, ở trận tứ kết gặp Ukraina (2006-06-30).
Oddo ghi bàn thắng quốc tế đầu tiên cho tuyển Ý từ một phả phạt đền tại vòng loại Euro 2008, trong trận đấu với Ukraina vào ngày 7 tháng 10 năm 2006.

## Thành tựu

### Câu lạc bộ
- 2003-04: Coppa Italia (S.S. Lazio)
- 2006-07: UEFA Champions League (A.C. Milan)
- 2007: UEFA Super Cup (A.C. Milan)
- 2007: FIFA Club World Cup (A.C. Milan)

### Quốc tế
- 2006: FIFA World Cup (Ý)

## Cá nhân
Cha của anh, Francesco Oddo, là một huấn luyện viên và tiền đạo bóng đá. Anh từng cùng anh trai mình, Giovanni thực hiện cứu tế những đứa trẻ nghèo và người ở các vùng quê.
Vợ của anh là Claudia Crivelli. Cô sinh tại Cagliari. Họ cưới nhau vào năm 2002 và sinh ra một con trai, tên Davide vào ngày 30-11 năm 2003.